# Bolívar (stát)
Bolívar je jeden ze 23 států Venezuely. Rozprostírá se v centrálně-jižní části země, svojí rozlohou představuje 26% území celé Venezuely. Sousedí s Brazílií a Guyanou a dalšími venezuelskými státy Amazonas (na jihu), Apure (na západě), Guárico, Anzoátegui, Monagas a Delta Amacuro na severu. Správním centrem je Ciudad Bolívar. Stát sestává z 11 municipalit.

## Přírodní podmínky
Většinu severní hranice státu tvoří řeka Orinoko. Na jejích březích se nacházejí dvě největší města Bolívaru - Ciudad Bolívar a Ciudad Guayana. Téměř celé území Bolívaru patří do povodí Orinoka, jeho významné pravostranné přítoky jsou řeky Caura a Caroní. Na řece Caroní byla zbudována kaskáda vodních nádrží a elektráren, největší z nich je vodní elektrárna Guri. Malá část území na východě Bolívaru je součástí povodí řeky Cuyuni.
Bolívar leží v Guyanské vysočině. Reliéf státu lze rozdělit do tří rozdílných krajinných rázů: savany a nízká pohoří; horská krajina se stolovými horami tepui a nížinná údolí přítoků Orinoka.

## Fotogalerie

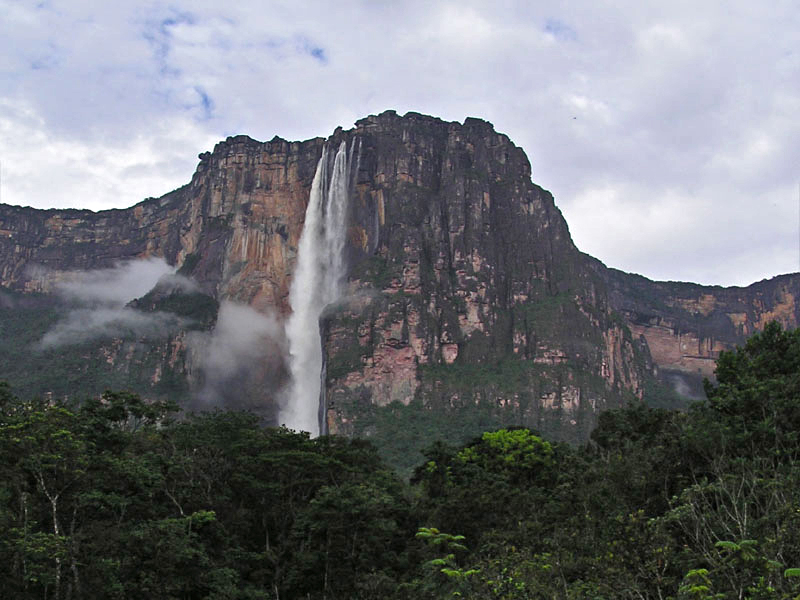
vodopád Salto Angel
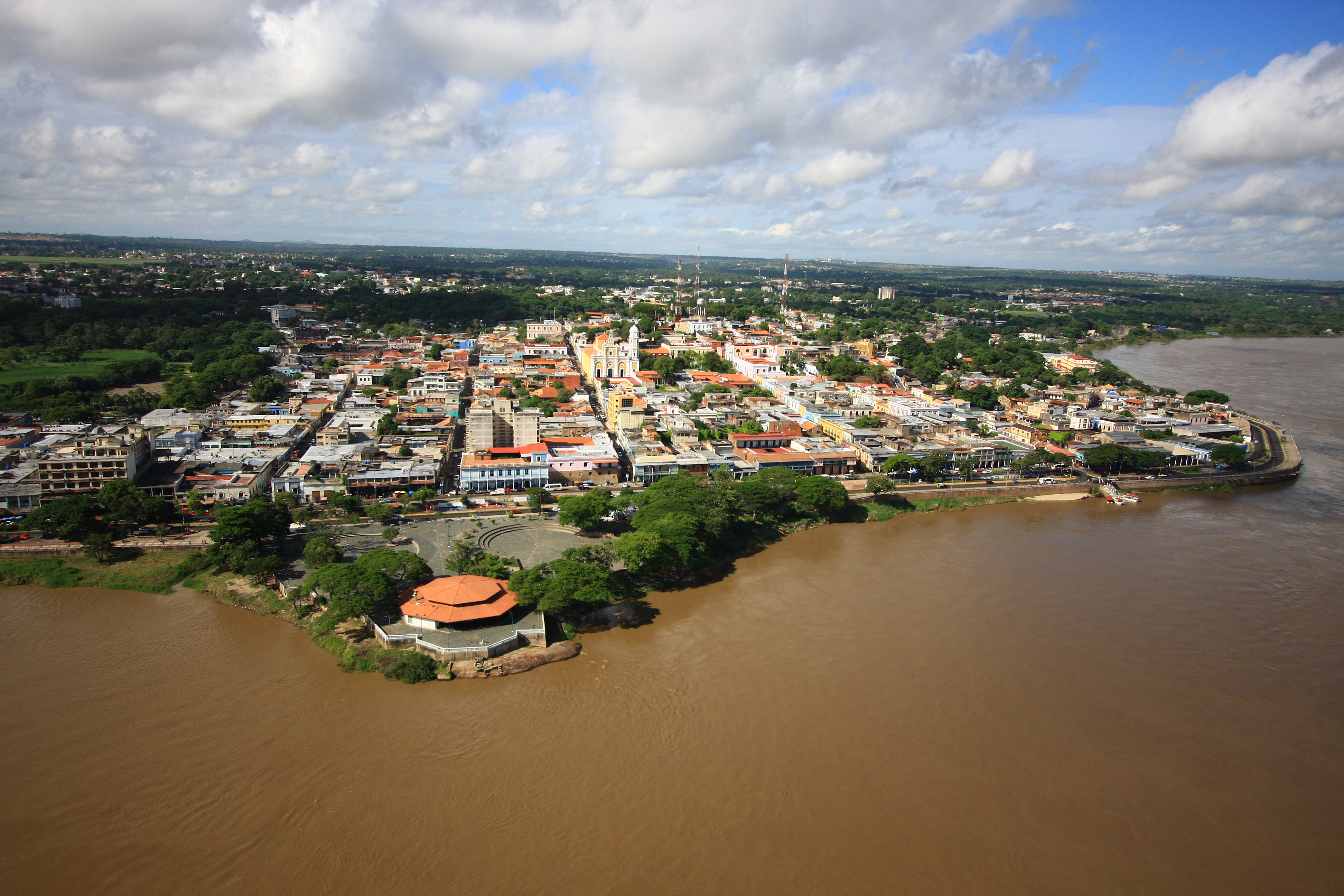
Ciudad Bolívar
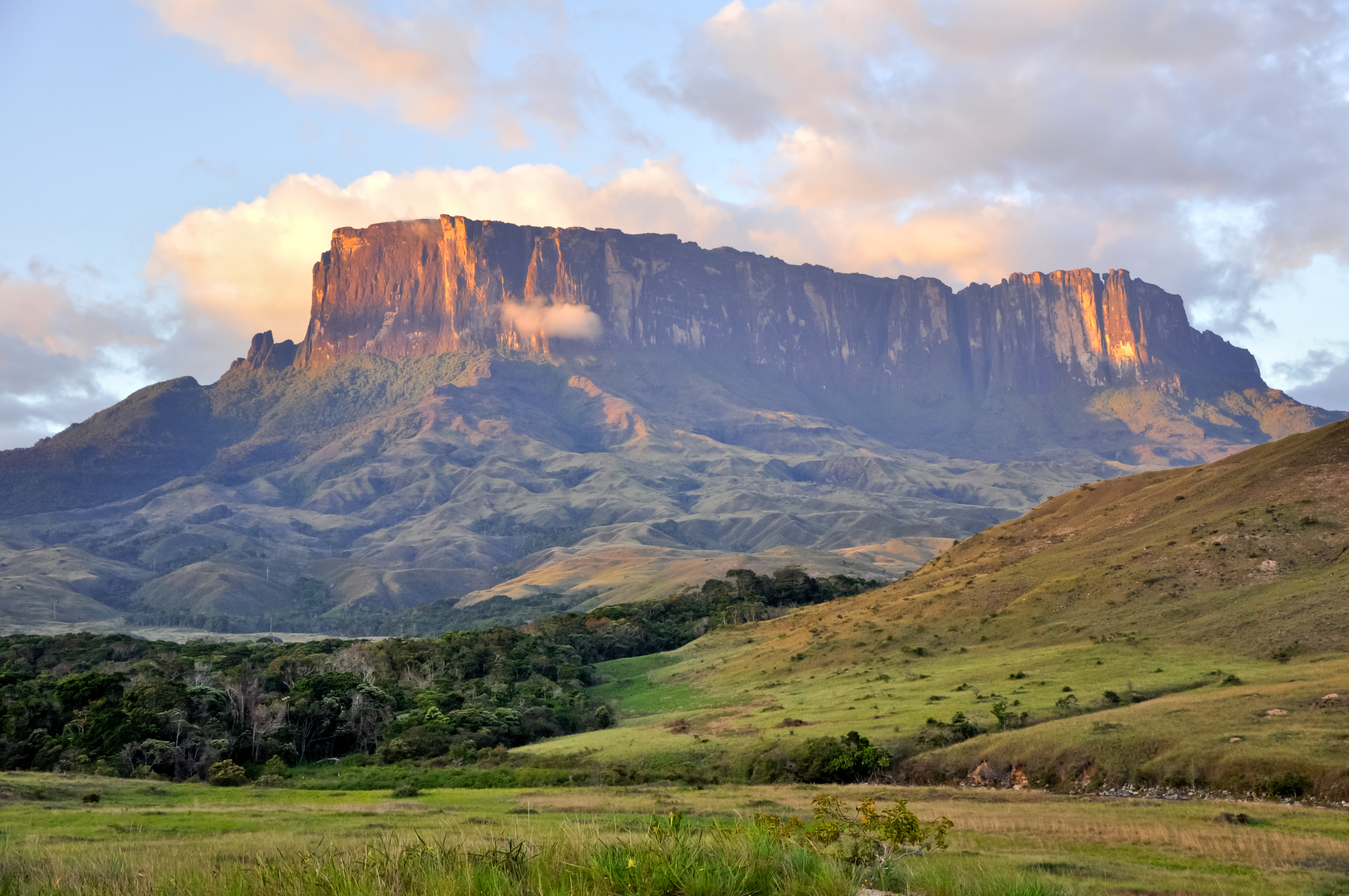
národní park Canaima
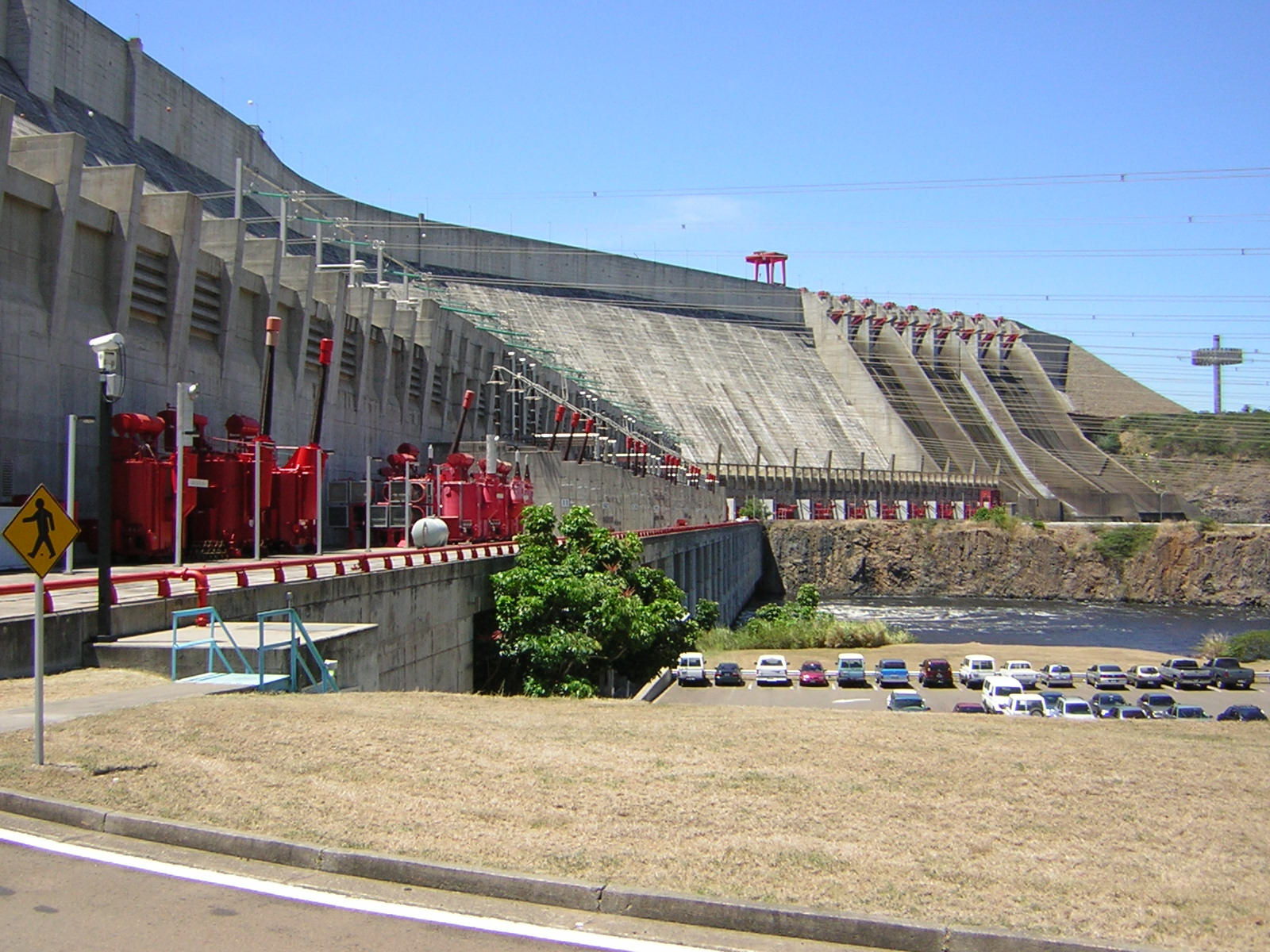
elektrárna Guri